# Love Her Madly
"Love Her Madly" is een nummer van de Amerikaanse band The Doors. Het nummer verscheen op hun album L.A. Woman uit 1971. In maart van dat jaar werd het nummer uitgebracht als de eerste single van het album.

## Achtergrond
"Love Her Madly" is geschreven door gitarist Robby Krieger. Volgens Paul Rothchild, lange tijd de producent van The Doors, was dit het nummer dat zijn vertrek uit de L.A. Woman-opnamesessies inluidde; hij omschreef het als "cocktailmuziek". Volgens Krieger verwees Rothchild bij deze uitspraak eigenlijk naar "Riders on the Storm". Na het vertrek van Rothchild besloot de band om het album zelf te produceren, in samenwerking met Bruce Botnick, die al lange tijd actief was als technicus tijdens opnamesessies van The Doors. De basgitaar op het nummer werd gespeeld door TCB Band-lid Jerry Scheff.
"Love Her Madly" werd een van de grootste hits van The Doors en kwam tot de elfde plaats in de Amerikaanse Billboard Hot 100. In Canada bereikte het zelfs de derde plaats. In Nederland kwam het tot de negende plaats in de Top 40 en de vierde plaats in de Daverende Dertig. In 1994 werd het nummer gebruikt in de film Forrest Gump. In 2000 namen de overgebleven leden van The Doors het nummer opnieuw op in samenwerking met Bo Diddley voor het tributealbum Stoned Immaculate. Daarnaast is het gecoverd door onder meer de Long Beach Dub Allstars en George Winston.

## Hitnoteringen

### Nederlandse Top 40
| Hitnotering: 08-05-1971 t/m 26-06-1971 | Hitnotering: 08-05-1971 t/m 26-06-1971 | Hitnotering: 08-05-1971 t/m 26-06-1971 | Hitnotering: 08-05-1971 t/m 26-06-1971 | Hitnotering: 08-05-1971 t/m 26-06-1971 | Hitnotering: 08-05-1971 t/m 26-06-1971 | Hitnotering: 08-05-1971 t/m 26-06-1971 | Hitnotering: 08-05-1971 t/m 26-06-1971 | Hitnotering: 08-05-1971 t/m 26-06-1971 | Hitnotering: 08-05-1971 t/m 26-06-1971 |
| Week                                   | 1                                      | 2                                      | 3                                      | 4                                      | 5                                      | 6                                      | 7                                      | 8                                      |                                        |
| -------------------------------------- | -------------------------------------- | -------------------------------------- | -------------------------------------- | -------------------------------------- | -------------------------------------- | -------------------------------------- | -------------------------------------- | -------------------------------------- | -------------------------------------- |
| Positie                                | 20                                     | 12                                     | 9                                      | 9                                      | 10                                     | 18                                     | 26                                     | 38                                     | uit                                    |

### Daverende Dertig
| Hitnotering: 08-05-1971 t/m 19-06-1971 | Hitnotering: 08-05-1971 t/m 19-06-1971 | Hitnotering: 08-05-1971 t/m 19-06-1971 | Hitnotering: 08-05-1971 t/m 19-06-1971 | Hitnotering: 08-05-1971 t/m 19-06-1971 | Hitnotering: 08-05-1971 t/m 19-06-1971 | Hitnotering: 08-05-1971 t/m 19-06-1971 | Hitnotering: 08-05-1971 t/m 19-06-1971 | Hitnotering: 08-05-1971 t/m 19-06-1971 |
| Week                                   | 1                                      | 2                                      | 3                                      | 4                                      | 5                                      | 6                                      | 7                                      |                                        |
| -------------------------------------- | -------------------------------------- | -------------------------------------- | -------------------------------------- | -------------------------------------- | -------------------------------------- | -------------------------------------- | -------------------------------------- | -------------------------------------- |
| Positie                                | 21                                     | 14                                     | 8                                      | 5                                      | 4                                      | 7                                      | 12                                     | uit                                    |

### NPO Radio 2 Top 2000
| Nummer met noteringen in de NPO Radio 2 Top 2000 | '00 | '01 | '02 | '03 | '04 | '05 | '06  | '07  | '08 | '09 | '10 | '11 | '12 | '13 | '14  | '15  | '16  | '17  | '18  | '19  | '20  | '21  | '22  | '23  | '24  |
| ------------------------------------------------ | --- | --- | --- | --- | --- | --- | ---- | ---- | --- | --- | --- | --- | --- | --- | ---- | ---- | ---- | ---- | ---- | ---- | ---- | ---- | ---- | ---- | ---- |
| Love Her Madly                                   | 658 | 615 | 557 | 630 | 705 | 879 | 1009 | 1112 | 849 | 886 | 987 | 854 | 888 | 940 | 1134 | 1368 | 1431 | 1412 | 1845 | 1557 | 1572 | 1490 | 1766 | 1763 | 1888 |

1. ↑  Een vetgedrukt getal geeft de hoogste notering aan.
2. ↑  2000 was het eerste jaar met een notering voor dit nummer.